# Mauricio Isla
Mauricio Aníbal Isla Isla (n. 12 iunie 1988) este un fotbalist chilian care joacă pentru Colo-Colo în Primera División de Chile și pentru naționala statului Chile.

## Palmares
Juventus
- Serie A (2): 2012–13, 2013–14
- Supercoppa Italiana (2): 2012, 2013

## Legături externe
- Mauricio Isla pe site-ul National-Football-Teams.com
- Mauricio Isla pe site-ul FIFA (arhivat)
- Profile at La Gazzetta dello Sport it